# Cernicevo, Kărdjali
Cernicevo (în bulgară Черничево) este un sat în comuna Krumovgrad, regiunea Kărdjali,  Bulgaria. 

## Demografie
Componența etnică a satului Cernicevo
     Bulgari (89,01%)
     Nicio identificare (3,17%)
     Turci (7,8%)
     Romi (0%)
La recensământul din 2011, populația satului Cernicevo era de 346 locuitori. Din punct de vedere etnic, majoritatea locuitorilor (89,01%) erau bulgari, cu o minoritate de turci (7,8%). Pentru 3,17% din locuitori nu este cunoscută apartenența etnică.